# Sokolniki (powiat płocki)
Sokolniki (do 31.12.2012 Stare Sokolniki) – wieś sołecka w Polsce położona w województwie mazowieckim, w powiecie płockim, w gminie Drobin
.
| SIMC    | Nazwa          | Rodzaj    |
| ------- | -------------- | --------- |
| 0563648 | Nowe Sokolniki | część wsi |

W latach 1975–1998 miejscowość administracyjnie należała do województwa płockiego.